# Сагирово
Сагирово (баш. Сағыр) — деревня в Кигинском районе Республики Башкортостан Российской Федерации. Входит в состав Душанбековского сельсовета.

## География

### Географическое положение
Расстояние до:
- районного центра (Верхние Киги): 5 км,
- центра сельсовета (Душанбеково): 4 км,
- ближайшей ж/д станции (Сулея): 48 км.

## Население
| 2002 | 2009 | 2010 |
| ---- | ---- | ---- |
| 268  | ↗279 | ↘277 |

Национальный состав
Согласно переписи 2002 года, преобладающая национальность — башкиры (88 %).